# Sava Petrov
Sava Petrov (in serbo Сава Петров?; Belgrado, 18 giugno 1998) è un calciatore serbo, attaccante dello Železničar Pančevo.

## Caratteristiche tecniche
Può giocare come ala o come centravanti.

## Carriera

### Club
Petrov è cresciuto nel settore giovanile del Partizan, con cui ha firmato un contratto professionistico nel 2016. Per la stagione 2016-2017 è stato prestato al Teleoptik in Srpska liga Beograd dove ha giocato 20 incontri e segnato 4 reti.
Nell'agosto del 2017 è rimasto svincolato ed a inizio settembre ha firmato un contratto con lo Spartak Subotica. Ha giocato il suo primo incontro ufficiale il 29 aprile 2018 nella trasferta persa 3-0 contro il Čukarički.
Il 18 giugno 2018 ha firmato un contratto di tre anni con il Westerlo, ed il 12 dicembre dello stesso anno ha segnato il primo gol in carriera, contro il Roeselare in Tweede klasse. Il 26 agosto 2020 è stato prestato al Lierse Kempenzonen.
Il 2 luglio 2021 ha firmato un contratto di due anni con l'Olimpia Lubiana, ma a causa del ridotto impiego a gennaio ha fatto ritorno in Serbia allo Mladost Lučani. Ha segnato il suo primo gol in Superliga il 1º aprile nel pareggio per 2-2 contro il Kolubara. Nel luglio del 2022 ha cambiato casacca firmando con il Radnički Niš.
Il 30 gennaio 2024 si è trasferito in Portogallo al Vizela, con cui ha firmato un contratto di 2 anni e mezzo.

### Nazionale
Ha giocato con la nazionale giovanile serba Under-18 e Under-19.

## Statistiche

### Presenze e reti nei club
Statistiche aggiornate al 22 febbraio 2024.
| Stagione        | Squadra            | Campionato      | Campionato | Campionato | Coppe nazionali | Coppe nazionali | Coppe nazionali | Coppe continentali | Coppe continentali | Coppe continentali | Altre coppe | Altre coppe | Altre coppe | Totale | Totale | Totale |
| Stagione        | Squadra            | Comp            | Pres       | Reti       | Comp            | Pres            | Reti            | Comp               | Pres               | Reti               | Comp        | Pres        | Reti        | Pres   | Reti   |        |
| --------------- | ------------------ | --------------- | ---------- | ---------- | --------------- | --------------- | --------------- | ------------------ | ------------------ | ------------------ | ----------- | ----------- | ----------- | ------ | ------ | ------ |
| 2016-2017       | Teleoptik          | 3L              | 20         | 4          |                 | -               | -               |                    | -                  | -                  |             | -           | -           | 20     | 4      |        |
| 2017-2018       | Spartak Subotica   | SL              | 1          | 0          | CS              | 0               | 0               |                    | -                  | -                  |             | -           | -           | 1      | 0      |        |
| 2018-2019       | Westerlo           | D2              | 30         | 3          | CB              | 1               | 0               |                    | -                  | -                  |             | -           | -           | 31     | 3      |        |
| 2019-2020       | Westerlo           | D2              | 14         | 1          | CB              | 1               | 0               |                    | -                  | -                  |             | -           | -           | 15     | 1      |        |
| 2020-2021       | Lierse Kempenzonen | D2              | 20         | 4          | CB              | 0               | 0               |                    | -                  | -                  |             | -           | -           | 20     | 4      |        |
| 2021-gen. 2022  | Olimpia Lubiana    | 1.SNL           | 1          | 1          | CS              | 0               | 0               | UECL               | 2                  | 0                  |             | -           | -           | 3      | 1      |        |
| gen.-giu. 2022  | Mladost Lučani     | SL              | 11         | 2          | CS              | 0               | 0               |                    | -                  | -                  |             | -           | -           | 11     | 2      |        |
| 2022-2023       | Radnički Niš       | SL              | 36         | 2          | CS              | 3               | 1               | UECL               | 2                  | 1                  |             | -           | -           | 41     | 4      |        |
| 2023-gen. 2024  | Radnički Niš       | SL              | 19         | 6          | CS              | 0               | 0               |                    | -                  | -                  |             | -           | -           | 19     | 6      |        |
| gen.-giu. 2024  | Vizela             | PL              | 2          | 0          | CP+CdL          | 1+0             | 1+0             |                    | -                  | -                  |             | -           | -           | 3      | 1      |        |
| Totale carriera | Totale carriera    | Totale carriera | 154        | 23         |                 | 6               | 2               |                    | 4                  | 1                  |             | -           | -           | 164    | 26     |        |